# Dvogled
Dvogled, dalekozor, dogled  ili binokular je optički instrument koji se sastoji od dva identična dalekozora, po jedan za svako oko, spojena jedan kraj drugoga, što omogućava promatraču da prilikom promatranja udaljenih predmeta koristi oba oka i vidi trodimenzionalnu sliku. Modernim je dvogledima s pomoću prizmi omogućeno skraćivanje instrumenta, pa je uporaba jednostavnija. Objektivi dvogleda su smješteni jedan pored drugog i njihova vizurna os je uperena u istu točku. Ovakav način rada omogućava promatraču da koristi oba oka prilikom promatranja udaljenih predmeta. Većina dvogleda je prilagođena nošenju u rukama iako postoje u raznim veličinama. Najmanji dvogledi se koriste za promatranje predstava, a najveći dvogled je Large Binoocular Telescope u jugoistočnoj Arizoni, Sjedinjene Američke Države. Za razliku od teleskopa ili dalekozora, dvogled daje trodimenzionalnu sliku. Kako su objektivi razmaknuti, svaki od njih daje malo drugačiju sliku što promatraču daje dojam dubine prostora.

## Vrste dvogleda

### Galilejanski dvogled
Prvi pokušaji izrade dvogleda pojavili su se nedugo nakon konstrukcije prvih teleskopa. Prvi dvogledi su bili par galilejanskih teleskopa, to jest koristili su konveksnu leću za objektiv i konkavnu leću za okular. Galilejanski dvogled je davao uspravnu sliku, ali je patio od uskog vidnog polja i nije bilo moguće postići velika povećanja. Ovakav optički sustav se koristi kod vrlo jeftinih dvogleda, ili kod dvogleda za gledanje kazališnih predstava ili opera.

### Dvogledi s prizmom
Poboljšani dvogledi s većim povećanjem konstruirani su korištenjem Keplerovog tipa teleskopa. U takvom teleskopu slika se promatra kroz pozitivnu leću, to jest okular. Nedostatak ovakve optičke konfiguragije je izokrenuta slika. Sliku se može ispraviti na više načina.
Dvogled s Porro prizmom konstruirani su sredinom 19. stoljeća, a njihov dizajn je usavršila tvrtka Zeiss. Ovakvi dvogledi koriste dvije Porro prizme u konfiguraciji oblika slova "Z". Rezultat ovakvog dizajna je dvogled sa široko razmaknutim objektivima, ali s blisko pozicioniram okularima. Prednost Porro prizmi je što skraćuju fizičku duljinu objektiva pa su dvogledi s njima kraći od žarišne duljine objektiva. Širi razmak objektiva dopridonosi bolje osjećaju dubine.
Dvogledi s roof prizmom pojavili su u drugoj polovici 19. stoljeća. Dizajnirao ih je Achille Victor Emile Daubrasse. Većina dvogleda s roof prizmom koriste ili Abbe-Koenig prizmu ili Schmidt-Pechan prizmu koje skraćuju fizičku duljinu objektiva i ispravljaju sliku. Okulari ovog tipa dvogleda su približno na istoj osi kao objektivi. Okulari s roof prizmom su kompaktniji s manje razmaknutim objektivima. Dvogledi s roof prizmom daju tamniju sliku u odnosu na one s Porro prizmom. Jedan od nedostataka su manje tolerancije pri proizvodnji što rezultira skupljom proizvodnjom i na kraju skupljim dvogledom.

## Optički parametri
Dvogledi su dizajnira za pojedine primjene. Razlika u njihovoj primjeni uzrokuje i razlike u njihovim optičkim parametrima. Ti parametri su:
- Povećanje: omjer žarišne duljine objektiva i okulara govori nam koliko je povećanje takvog optičkog sustava. Ako dvogled ima povećanje od 7 puta, to znači da će nam predmet gledan kroz dvogled izgledati 7 puta bližim. Veće povećanje rezultira užim vidnim poljem i većom osjetljivošću na trešnju. Zato se za promatranje iz ruke preporučuju dvogledi s povećanjem do 12 puta.

- Promjer objektiva: veći objektiv skuplja više svjetla što nam olakšava promatranje u lošijim svjetlosnim uvjetima. Kod dva objektiva različitog promjera i istog povećanja, onaj s većim promjerom će davati svjetliju, oštriju sliku. Težina objektiva raste sukladno (proporcionalno) s njihovim promjerom pa se za promatranje iz ruke ne preporuča dvogled s promjerom objektiva većim od 70 mm. Često se kod naziva dvogleda koristi kombinacija brojeva koji označavaju povećanje i promjer objektiva. Tako 7 x 50 dvogled ima povećanje od 7 puta i objektiv promjera 50 mm.

- Vidno polje: ovisno o povećanju mjenja se i vidno polje dvogleda. Dvogled s većim povećanjem ima manje vidno polje i obrnuto. Vidno polje se najćešće izražava u linearnim jedinicima (na primjer: vidno polje je širine 95 metara na 1 000 metara udaljenosti) ili stupnjevima (5,4°).

- Izlazna pupila: promjer izlazne pupile ovisi o povećanju i promjeru objektiva. Tako dvogled 7 x 50 ima izlaznu pupilu promjera 7,1 mm (50 mm/7). Promjer izlazne pupile nam govori i koliko će biti svjetla slika u dvogledu s kojim promatramo. Što je njemu promjer veći, to nam je slika svjetlija. Maksimalni promjer pupile bi trebao odgovarati maksimalno promjeru zjenice zdravog oka u mraku, a taj promjer iznosi oko 7 mm. Ako je promjer izlazne pupile 8 mm onda gubimo dio svjetla. Po danu je promjer zjenice oka oko 3 mm pa treba voditi računa o tome ako se dalekozor kupuje za dnevnu primjenu.

- Očište (eng. eye relief): udaljenost između oka i okulara na kojoj možemo vidjeti cijelo vidno polje. Dužina očišta može biti od nekoliko do 25 mm. Optimalna udaljenost je oko 20 mm što omogućava promatraču korištenje naočala tokom promatranja. Očište je veće kod okulara s većom žarišnom duljinom.

- Najkraća udaljenost izoštravanja: to je najmanja udaljenost na kojoj možemo u dvogledu dobiti oštru sliku. Ovisno o dizajnu dvogleda ta udaljenost može biti od 0,5 do 30 metara.

- Premaz objektiva: svaki optička površina gubi 1 do 5% svjetla zbog refleksije, što u optičkom sustavu s više dijelova može rezultirati velikim gubitcima svjetla. Kod dvogleda je ovo posebno izraženo jer svjetlost na svom putu do okulara mora proći kroz prizme, koje u kombinaciji s lećama objektiva i okulara mogu izgubiti 50% svjetlosti. Ovisno o kvaliteti antirefleksivnih premaza i na koliko su ploha nanešeni dvogled dobiva jednu od sljedećih oznaka:
  - Coated (premazan): jednoslojni antirefleksivni premaz je na na nekim, ali ne svim optičkim plohama;
  - Fully coated (potpuno premazan): jednoslojni antirefleksivni premaz je na svim optičkim plohama;
  - Multicoated (višeslojno premazan): višeslojni antirefleksivni premaz je na nekim, ali ne svim optičkim plohama;
  - Fully multicoated (potpuno višeslojno premazan): višeslojni antirefleksivni premaz je na svim optičkim plohama.